# Lillesand
Lillesand ( uitspraak ⓘ) is een gemeente in de Noorse provincie Agder. De gemeente telde 10.702 inwoners in januari 2017.

## Geschiedenis
De kern van Lillesand was Sanden, een beperkt gebied bij de haven. Hier was de oude boerderij van Christian Jensen Lofthuus, een woordvoerder van de ontevreden boeren en een icoon voor de latere onafhankelijkheidsstrijd van Noorwegen.
In 1821 kreeg de haven van Lillesand een aantal voorrechten. Er waren toen negen scheepswerven actief, hoewel Lillesand slechts 300 inwoners had. In 1895 huisvestte het een handelsvloot van 95 schepen. Het einde van het zeiltijdperk betekende neergang voor de economie van Lillesand. De werven sloten en vele inwoners emigreerden naar Amerika. Wat overbleef was een vissersdorpje. In 1962 fuseerde Lillesand met een aantal omliggende gemeenten tot de huidige gemeente. Ook kende de stad sindsdien een economische opleving. Een van de belangrijkste industrieën is een fabriek voor siliciumcarbide, en wel een van de grootste ter wereld. Deze is in handen van het concern Saint-Gobain.

## Bezienswaardigheden
- Stads- en zeevaartmuseum in Carl Knudsen Gården, wat een patriciërshuis uit 1827 is, in empirestijl.
- Vestre Moland kirke, een stenen kerkgebouw waarvan de oudste delen uit omstreeks 1100 stammen.
- In het dorp Høvåg bevindt zich een reconstructie van een langhuis uit de bronstijd.
- Vuurtoren van Saltholmen (1882), een eiland waar vroeger zout werd gewonnen.
- Kerk van Lillesand, neogotische kerk van 1887-1889.

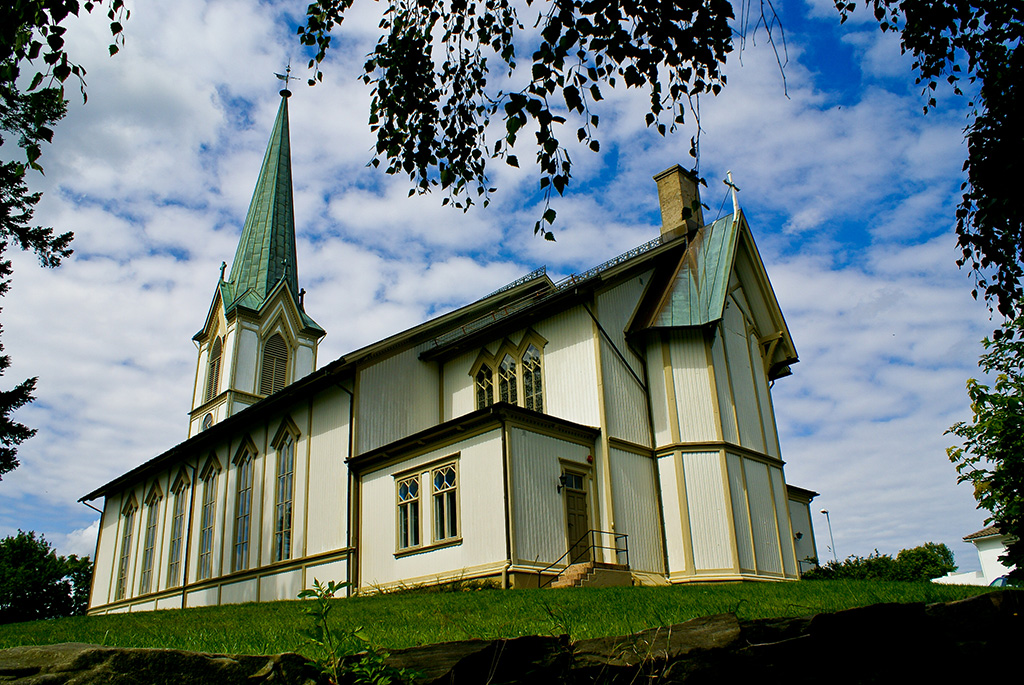
Kerk van Lillesand
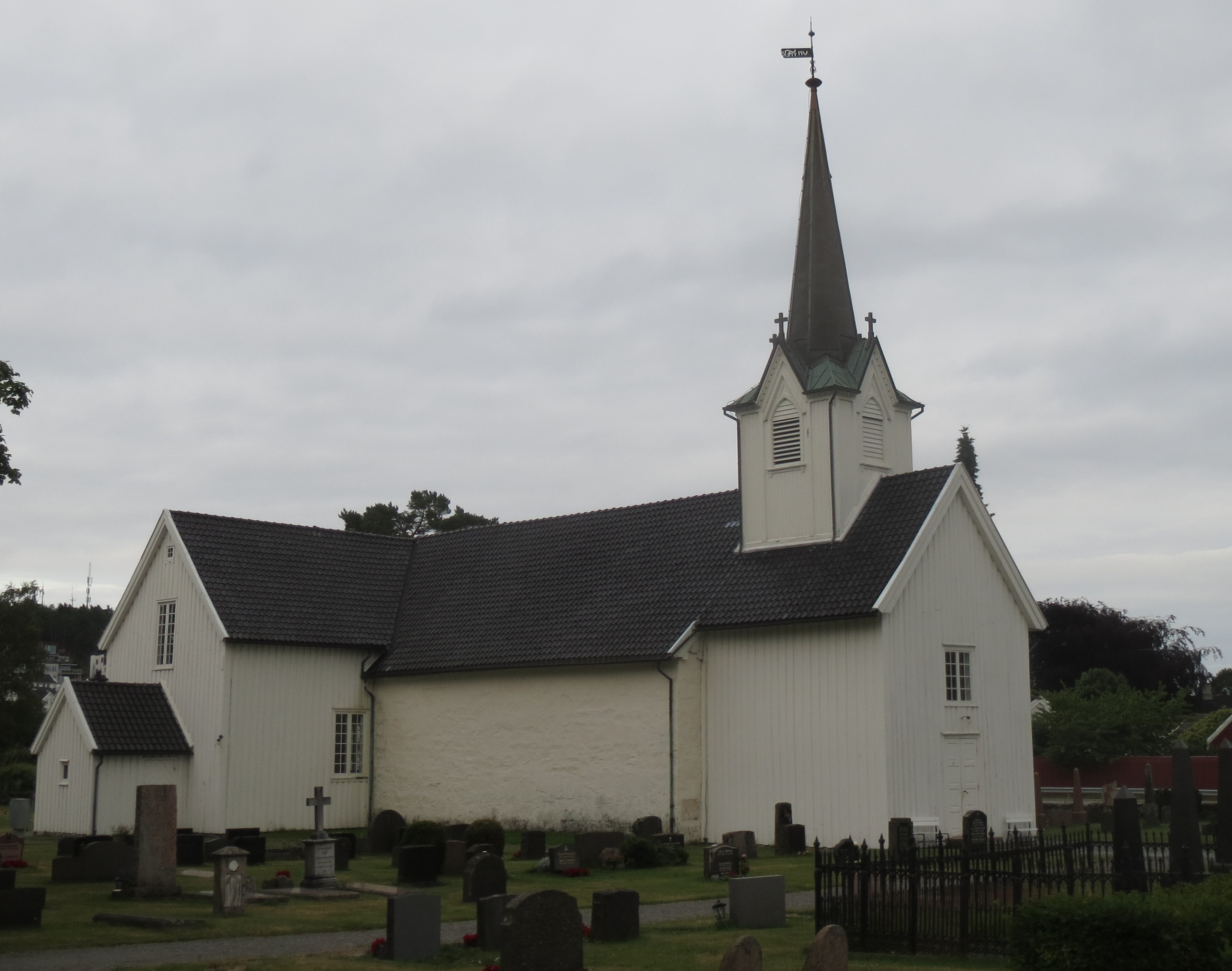
Vestre Moland kirke
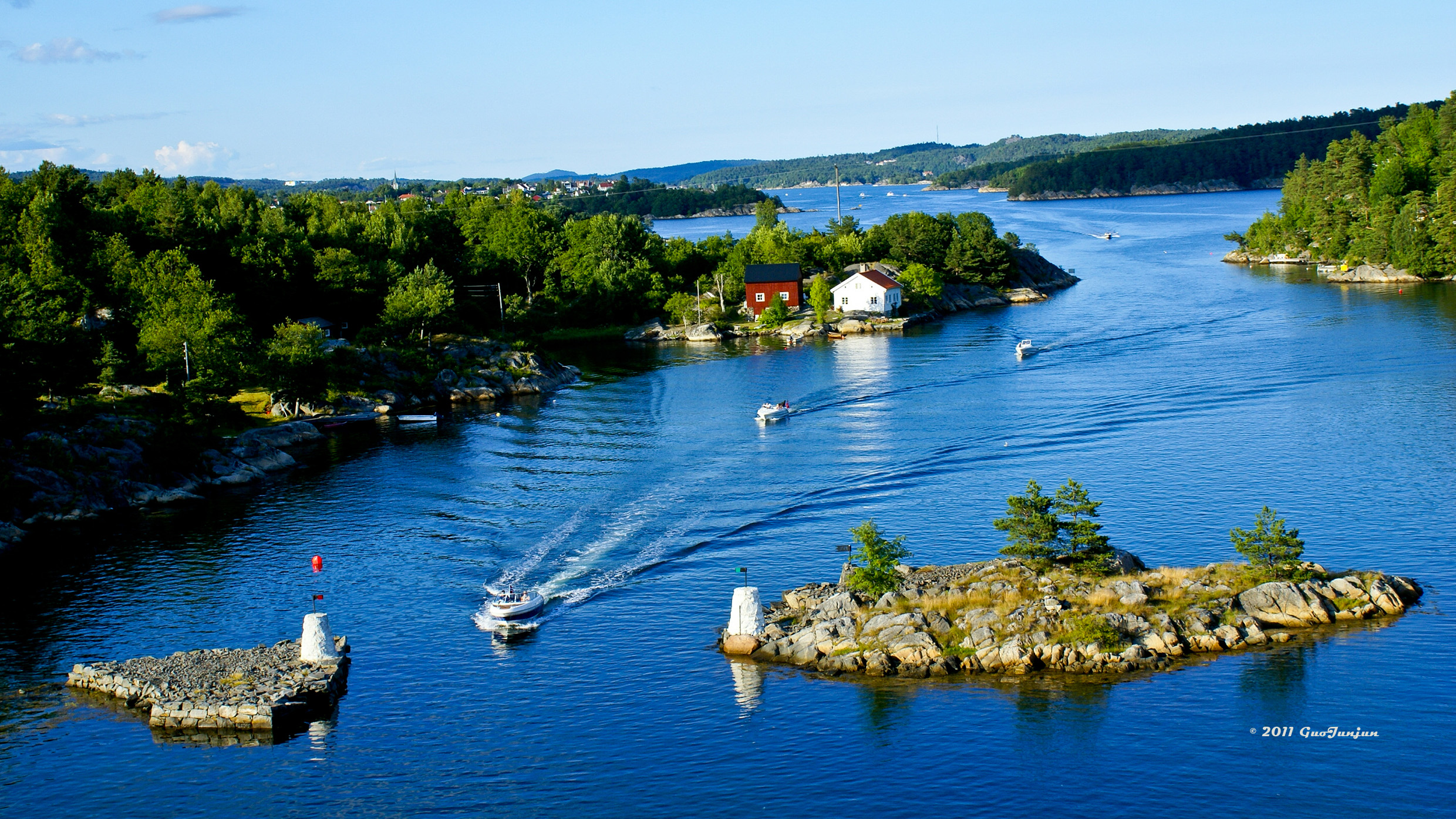
Zicht vanaf de brug naar Justøy
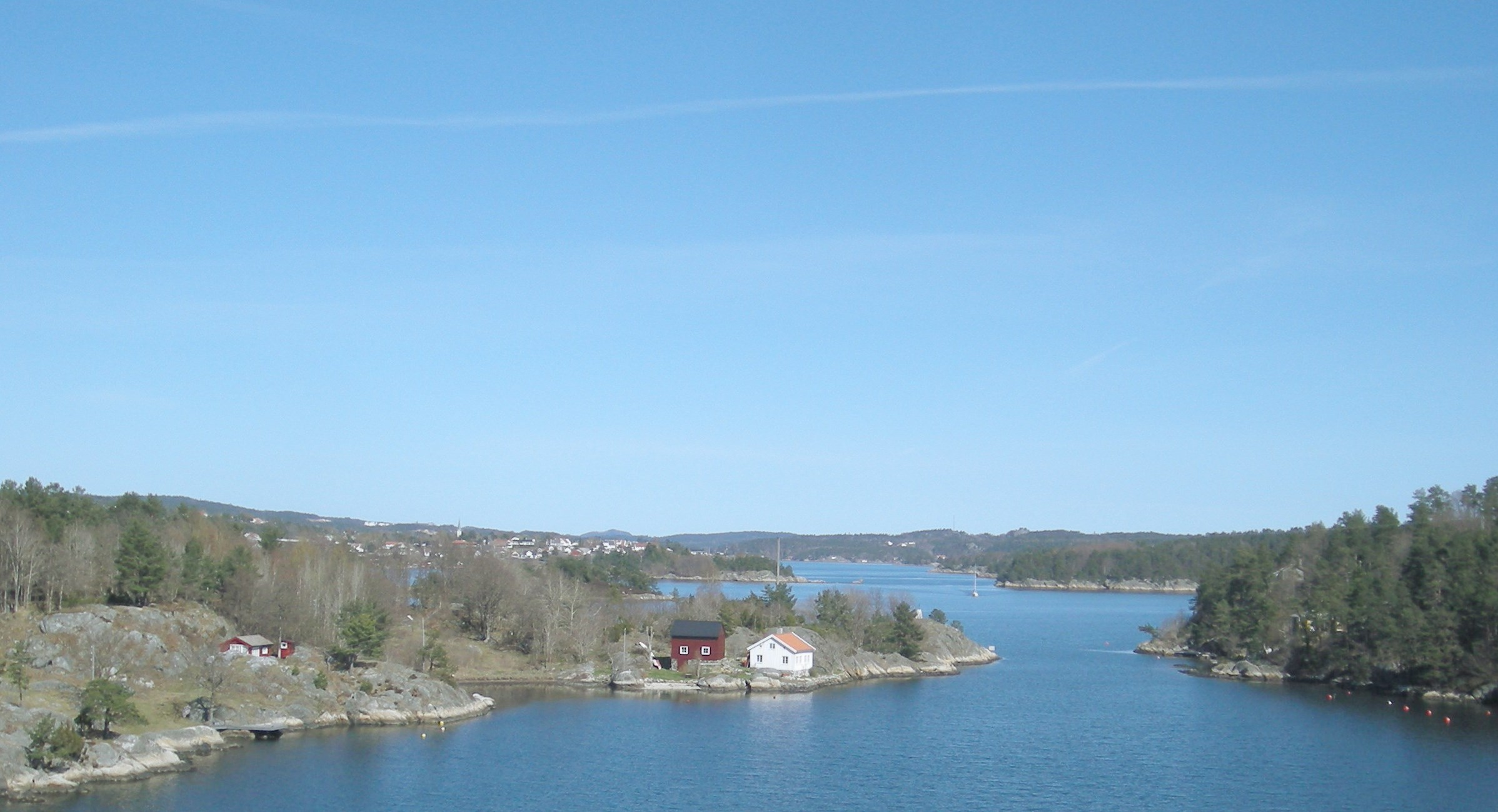
Blindleia

## Natuur en landschap
Lillesand wordt gekenmerkt door de scherenkust. De Blindleia is een waterweg tussen de scheren door, waar vrijwel geen getijdewerking bestaat doordat de watermassa's die van beide zijden binnenstromen in tegenfase zijn. Op de scheren ligt het nationaal park Skjærgårdsparken, bestaande uit tal van grote en kleine eilandjes.

## Plaatsen in de gemeente
- Brekkestø
- Høvåg
- Justøy
- Vestre Moland

## Geboren

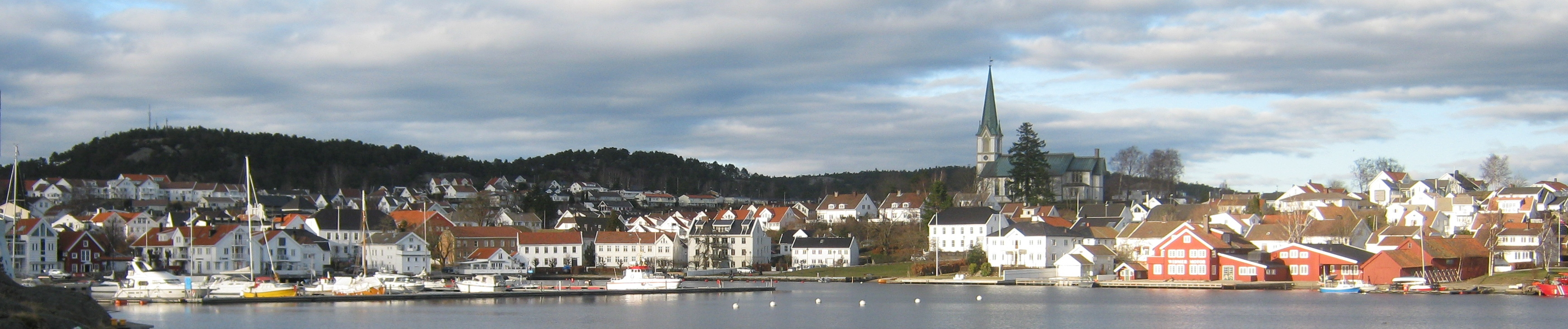
Lillesand, panorama

- Tine Sundtoft (1967), politica

Arendal · Birkenes · Bygland · Bykle · Evje og Hornnes · Farsund · Flekkefjord  · Froland · Gjerstad · Grimstad · Hægebostad · Iveland · Kristiansand · Kvinesdal · Lillesand · Lindesnes · Lyngdal · Risør · Sirdal · Tvedestrand · Valle · Vegårshei · Vennesla · Åmli · Åseral 

Fylker van Noorwegen